# Sant Prepuci

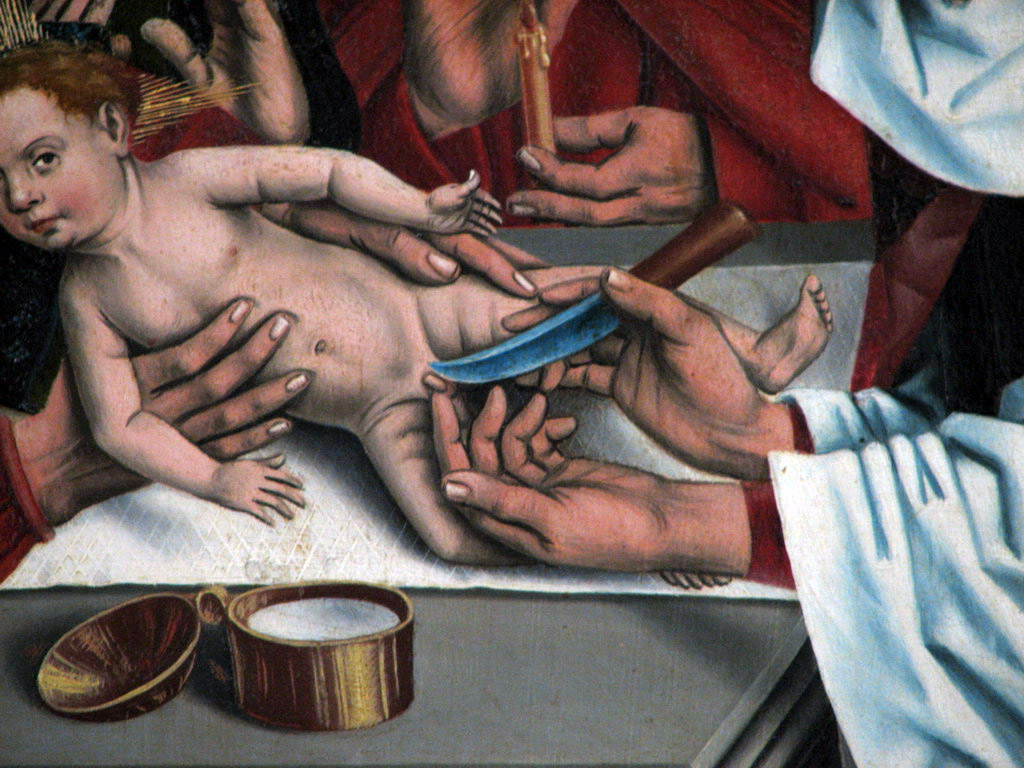
La Circumcisió de Jesús (detall), de Friedrich Herlin

El Sant Prepuci és una de les diverses relíquies atribuïdes a Jesús de Natzaret, en aquest cas el prepuci producte de la seva circumcisió. En diversos moments de la història, diferents esglésies a Europa han afirmat tenir-lo —de vegades fins i tot al mateix temps. Se li han atribuït diversos poders miraculosos.

## Història i reclams dels rivals
Tots els nens jueus han de ser, segons la llei religiosa jueva, circumcidats als vuit dies després del seu naixement, la Festa de la Circumcisió de Crist encara se celebra a moltes esglésies a tot el món.
Les relíquies del prepuci van començar a aparèixer a Europa durant l'edat mitjana. La primer referència que hi ha correspon al 25 de desembre del 800, quan Carlemany li va donar al papa Lleó III, en el moment que el papa el va coronar emperador. Carlemany va afirmar que un àngel li havia dut mentre pregava al Sant Sepulcre, encara que un informe més prosaic diu que va ser un regal de noces de l'emperadriu bizantina Irene. El papa el col·locà en el sancta sanctorum de la basílica del Laterà a Roma amb altres relíquies. Posteriorment, la seva autenticitat va ser considerada confirmada per una visió de Santa Brígida de Suècia. El prepuci es va perdre durant el saqueig de Roma el 1527. El soldat alemany que el va robar va ser capturat, més tard aquell mateix any, al poble de Calcata, a 47 km al nord de Roma. Portat a la presó, va amagar el reliquiari enjoiat a la seva cel·la, on va romandre fins al seu redescobriment el 1557.
A més del Sant Prepuci de Roma (més tard a Calcata), altres demandants inclouen la catedral de Lo Puèi de Velai, Santiago de Compostel·la, la ciutat d'Anvers, Coulombs a la diòcesi de Chartres, i a França: Chartres mateix, i esglésies a Besançon, Metz, Hildesheim, Charós, Concas, Fécamp, Langres i dos a l'Alvèrnia: i a Newport, Stoke-on-Trent a Anglaterra.
Un dels prepucis més famosos va arribar a Anvers, Brabant, el 1100 com un regal del rei Balduí I de Jerusalem, qui el va adquirir a Palestina en el transcurs de la primera croada.
Els monjos de l'abadia de Charroux van dir que el Sant Prepuci els l'havia entregat Carlemany. Al segle xii, va ser portat en processó a Roma, on va ser presentat davant el papa Innocenci III, qui va ser cridat a pronunciar-se sobre la seva autenticitat. El papa va declinar pronunciar-s'hi. En algun moment, però, la relíquia es va perdre i va romandre perduda fins a 1856, quan un obrer reparant l'abadia va assegurar haver trobat un reliquiari ocult dins d'una paret, que contenia el prepuci perdut. El redescobriment, però, va donar lloc a un enfrontament teològic amb el prepuci establert a Calcata, que havia estat oficialment venerat per l'Església des de fa centenars d'anys. El 1900, l'Església Catòlica va resoldre el dilema en dictaminar que qualsevol persona que, des d'aquell moment, escrivís o parlés del Sant Prepuci seria excomunicat.
El Concili Vaticà II va retirar més tard el dia de la Circumcisió de Crist del calendari de l'Església romana.